# Anthene quadricaudata
Anthene quadricaudata is een vlinder uit de familie van de Lycaenidae. De wetenschappelijke naam van de soort is voor het eerst gepubliceerd in 1926 door George Thomas Bethune-Baker.
De soort komt voor in Kameroen, Congo-Brazzaville, Centraal Afrikaanse Republiek, Congo-Kinshasa, Oeganda en mogelijk ook in Tanzania.